# Трегубенко, Иван Кириллович
Иван Кириллович Трегубенко (15 января 1906 — 11 января 1980) — советский военный деятель, генерал-майор артиллерии, участник Великой Отечественной войны.

## Биография
Иван Кириллович Трегубенко родился 15 января 1906 года в селе Чаплище (ныне затоплено Кременчугским водохранилищем). В 1927 году был призван на службу в Рабоче-Крестьянскую Красную Армию. В 1931 году окончил Киевскую артиллерийскую школу. С 1933 года — на службе в Военно-морском флоте СССР. Служил на различных командных должностях в артиллерии Тихоокеанского флота, дослужившись до должности флагманского артиллериста флотского штаба. В 1941 году окончил Высшие курсы усовершенствования начальствующего состава Военно-морского флота СССР, после чего был направлен в распоряжение командования Балтийского флота.
В июле 1941 года Трегубенко был назначен командиром зенитно-артиллерийского дивизиона училища противовоздушной обороны Военно-морского флота СССР. С августа 1943 года командовал 9-м полком зенитной артиллерии ПВО Балтийского флота. Сумел хорошо наладить боевую работу по обороне кораблей, базирующихся на Неве в пределах блокадного Ленинграда. Вплоть до окончательного снятия блокады полк Трегубенко успешно отражал вражеские авианалёты, не допустив ни одного самолёта до обороняемых объектов. С наступлением советских войск в Прибалтике зенитные подразделения под его командованием совершали большие марши в условиях разрушенных дорог, переправ и заминированной местности, выполняя задачи по обеспечению охраны от авианалётов военно-морских баз. Только с февраля по июль 1944 года расчёты полка сбили 12 немецких самолётов. В ноябре 1944 года был назначен командиром 139-й бригады ПВО.
После окончания войны продолжал службу в Военно-морском флоте СССР, командовал крупными флотскими соединениями противовоздушной обороны. В 1951—1954 годах возглавлял Таганрогское училище противовоздушной обороны Военно-морских сил СССР. В январе 1956 года был уволен в запас. Умер 11 января 1980 года, похоронен на Лесном кладбище Киева.

## Награды
- Орден Ленина (21 августа 1953 года);
- Орден Красного Знамени (6 ноября 1947 года);
- Орден Отечественной войны 1-й степени (27 июля 1944 года);
- Орден Отечественной войны 2-й степени (14 сентября 1945 года);
- 2 ордена Красной Звезды (24 июля 1943 года, 3 ноября 1944 года);
- Орден «Знак Почёта» (22 февраля 1938 года);
- Медали «За оборону Ленинграда», «За взятие Кёнигсберга» и другие медали.